# Ghada Shouaa
Ghada Shouaa, née le 10 septembre 1972 à Mhardeh, est une athlète syrienne spécialiste de l'heptathlon. 
Championne du monde en 1995 et championne olympique en 1996, elle est la première championne olympique syrienne de l'histoire et la seule athlète syrienne, hommes et femmes confondus, à avoir remporté un titre mondial ou olympique.

## Biographie
Elle s'intéresse d'abord au basket avant de choisir l'athlétisme. Elle participa à son premier heptathlon en 1991 aux championnats du monde de Tokyo, elle termina dernière. Elle remporta la même année l'argent aux Championnats d'Asie avec 400 points de mieux qu'à Tokyo.
L'année suivante, blessée, elle termine 18e des Jeux olympiques de 1992 à Barcelone.
En 1993, elle s'illustre lors des Jeux méditerranéens à Narbonne où elle décroche la médaille d'argent de l'heptathlon, battant au passage le record d'Asie avec 6 168 points. Elle termine par ailleurs 8e du saut en longueur avec 6,13 m. Aux Championnats d'Asie, elle remporte son premier titre international en gagnant l'heptathlon avec 6 259 points, record d'Asie à nouveau.
Sa progression continue encore avec une médaille de bronze en 1994 aux Goodwill Games avec 6 361 points. Peu après, elle totalise 6 360 points pour remporter les Jeux asiatiques.

### Titre mondial (1995) et olympique (1996)
En 1995, elle remporte la compétition internationale de Götzis, spécialisée dans les épreuves combinées. Réalisant 6 715 points, elle se profile ainsi comme l'une des favorites des championnats du monde de Göteborg. Lors des mondiaux, après l'abandon de Sabine Braun (une favorite), elle remporta le titre avec une confortable avance sur Svetlana Moskalets. Elle devient le premier athlète de Syrie à décrocher une médaille, mais aussi un titre.
Elle confirme l'année suivante qu'elle en remportant de nouveau Götzis en marquant 6 942 points, soit la cinquième meilleure performance mondiale de tous les temps, derrière Jackie Joyner-Kersee (7 291), Larisa Turchinskaya (7 007), Sabine Braun (6 985), Sabine John (6 945). Trois mois plus tard, elle devient championne olympique lors des Jeux olympiques d'Atlanta, remportant la première médaille d'or de l'histoire de la Syrie,. Elle se permet même d'assommer la compétition en remportant le 800 m de cet heptathlon.
Une sérieuse blessure au dos ruina sa saison 1997 et elle ne put revenir à son meilleur niveau avant 1999 lorsqu'elle conquit la médaille de bronze aux championnats du monde de Séville derrière Eunice Barber et Denise Lewis. 

### Retraite (2000)
Elle tenta de défendre son titre olympique lors des jeux à Sydney mais à nouveau blessée elle abandonna et se retira de la compétition.

### Prises de position et vie privée
Elle met en cause la fédération sportive syrienne dans l'absence de traitement médical à la suite de sa blessure en 1997 mais remercie Bachar el-Assad et sa sœur Bouchra qui ont permis à ce qu'elle reçoive des soins en Allemagne, où elle a eu un accident de voiture, aggravant sa condition.
Depuis sa retraite en 2000, Ghada Shouaa vit en Allemagne.

## Palmarès

### Jeux olympiques
- 1992 à Barcelone ( Espagne) 
  - 18e à l'heptathlon
- 1996 à Atlanta ( États-Unis) 
  -  Médaille d'or à l'heptathlon
- 2000 à Sydney ( Australie) 
  - abandon à l'heptathlon

### Championnats du monde d'athlétisme
- 1991 à Tokyo ( Japon)
  - 24e à l'heptathlon
- 1993 à Stuttgart ( Allemagne)
  - abandon à l'heptathlon
- 1995 à Göteborg ( Suède)
  -  Médaille d'or à l'heptathlon
- 1999 à Séville ( Espagne)
  -  Médaille de bronze à l'heptathlon

## Records
| Épreuve    | Performance | Lieu   | Date        |
| ---------- | ----------- | ------ | ----------- |
| Heptathlon | 6942 points | Götzis | 26 mai 1996 |